# حوليات الرياضيات
حوليات الرياضيات (بالإنجليزية: Annals of Mathematics)‏ هي مجلة رياضية تصدر كل شهرين من قبل جامعة برينستون ومعهد الدراسات المتقدمة .

## تاريخ
تم إنشاء المجلة تحت اسم «المحلل» في عام 1874  ومع جويل إي هندريكس كرئيس التحرير المؤسس. كان الغرض من إنشائها «توفير وسيلة لعرض وتحليل جميع الأسئلة المتعلقة بالرياضيات البحتة والتطبيقية، واحتضان بشكل خاص جميع الاكتشافات الجديدة والمثيرة للاهتمام في علم الفلك النظري والعملي والفلسفة الميكانيكية والهندسة». تم نشرها في دي موين ، أيوا ، وكانت أول مجلة رياضيات أمريكية تُنشر بشكل مستمر لأكثر من عام أو عامين. توقف هذا التجسيد للمجلة عن الصدور بعد عامها العاشر، في عام 1883 ، مما يعطي تفسيرًا لتدهور صحة هندريكس،  لكن هندريكس اتخذ تعديلات لتولي الإدارة الجديدة،  واستمرت من مارس 1884 تحت اسم حوليات الرياضيات . تم تحرير التجسيد الجديد للمجلة بواسطة أورموند ستون ( جامعة فيرجينيا ). انتقلت إلى هارفارد في عام 1899 وبعدها إلى برينستون في عام 1911.

## المحررون
المحررون الحاليون لحوليات الرياضيات هم نيك كاتز ، سيرجيو كلاينرمان ، فرناندو كودا ماركيز ، أساف ناؤور ، بيتر سارناك وزولتان زابو (جميعهم من جامعة برينستون، وكان بيتر سارناك أيضًا أستاذًا في معهد الدراسات المتقدمة).

## التلخيص والفهرسة
تم تلخيص المجلة وفهرستها في فهرس الاقتباس العلمي والمحتويات الحالية / علوم الفيزياء والكيميائية وعلوم الأرض  و سكوبس . وفقًا لتقرير تقارير الاستشهاد بالمجلات الأكاديمية ، فإن للمجلة عامل تأثير لعام 2012 يبلغ 3.027 ، مما يجعلها في المرتبة الثالثة من بين 296 مجلة في فئة «الرياضيات».